# Stefano Giordano
Stefano Giordano (bl. Mitte 16. Jahrhundert in Messina) war ein italienischer Maler des Manierismus auf Sizilien.

## Leben
Giordano war Schüler und Mitarbeiter von Polidoro da Caravaggio, der kurz nach 1530 nach Messina kam.
Auch wenn er verschiedentlich mit Polidoro zusammenarbeitete und einige seiner Werke vollendete, so reichten seine eigenständigen Werke nicht an die Qualität seines durch Raffael geprägten Meisters heran, da er den eigenen manieristischen Stil häufig übersteigerte, sein Kolorit an die stumpfe Farbigkeit der Ferraresischen Malerschule anlehnte und den Figuren durch ein stereotypes manieristisches Kompositionsschema ihre Ausdruckskraft nahm. Sein Hauptwerk ist ein großformatiges Triptychon mit einem Abendmahl und Heiligen.
Die meisten seiner Werke wurden durch das große Erdbeben von Messina 1908 zerstört.

## Werke (Auswahl)
- Chiesa di Santa Maria Incoronata (Camaro Superiore): Tafelbild „Die Reise des Apostels Jakobus“ (zugeschrieben)
- Chiesa Madre (Forza d’Agrò): Tafelbild „Mariä Verkündigung“ (1530) (Zuschreibung)
- Co-Cattedrale di San Giovanni (Valletta, Malta): Kruzifix (von Giordano fertiggestellt)
- Chiesa di Sant Andrea Avellino (Messina): „Madonna del Refugio mit der Heiligen Barbara“
- Museo Regionale di Messina: Tafelbild „Anbetung der Hirten“ (1536) gemeinsam mit Polidoro da Caravaggio (ehemals in der Chiesa Santa Maria dell’Altobasso von Messina)
- Museo Regionale di Messina: Triptychon „Abendmahl mit den Heiligen Cosmas und Damian“ (ehemals in der Chiesa San Gregorio in Messina)